# Горишка регија
Горишка регија (словен. Goriška regija) је једна од 12 статистичких регија Словеније. Највећи град и културно и привредно средиште ове регије је град Нова Горица.
По подацима из 2005. године овде је живело 119.628 становника.

## Списак општина
У оквиру Горишке регије постоји 13 општина:
- Ајдовшчина
- Бовец
- Брда
- Випава
- Идрија
- Канал об Сочи
- Кобарид
- Мирен-Костањевица
- Нова Горица
- Ренче-Вогорско
- Толмин
- Церкно
- Шемпетер-Вртојба